# 15-cm-Autokanone M.15
Die 15-cm-Autokanone M.15, später 15-cm-Autokanone M.15/16, war eine schweres Feldgeschütz Österreich-Ungarns, welches im Ersten Weltkrieg zum Einsatz kam.

## Entwicklung
Die österreich-ungarische Armee forderte, aufgrund der gesammelten Erfahrungen im ersten Kriegsjahr (1914), eine schwere Artillerie mit großer Reichweite. Die geforderte Reichweite sollte mindestens 6,5 km betragen und mit den russischen und italienischen Waffen konkurrieren können. Zeitgleich wollte man mit einer neuen Entwicklung die alte 15-cm-Kanone M.80 ersetzten.
Das Technische Militär Komitee (kurz TMK) nahm sich dieser Forderung an und nahm den Entwurf von Škoda von 1910, welcher zu Kriegsbeginn eingestellt wurde, wieder auf. 1915 konnte ein erster Prototyp ausgeliefert und getestet werden. Dieser wurde als zufriedenstellend erachtet und die Produktion sollte Anfang 1916 beginnen.
Das Geschütz war von Anfang an für den mechanischen Schleppbetrieb konzipiert worden. Deshalb erhielt es die Bezeichnung Autokanone, weil für den Transport der Motorwagen M.17 Goliath genutzt werden sollte. Alle anderen Fahrzeuge oder Zugtiere waren nicht in der Lage das Geschütz zu ziehen.

## Produktion
Von der 15-cm-Autokanone M.15 wurden insgesamt 27 Stück zwischen 1916 und Anfang 1917 von Škoda hergestellt. Noch im ersten Halbjahr wurde die Produktion auf die verbesserte 15-cm-Autokanone M.15/16 umgestellt. Bis Kriegsende wurden weitere 14 Geschütze hergestellt. Insgesamt wurden 44 Geschützrohre und 43 Lafetten produziert.

## Technische Beschreibung

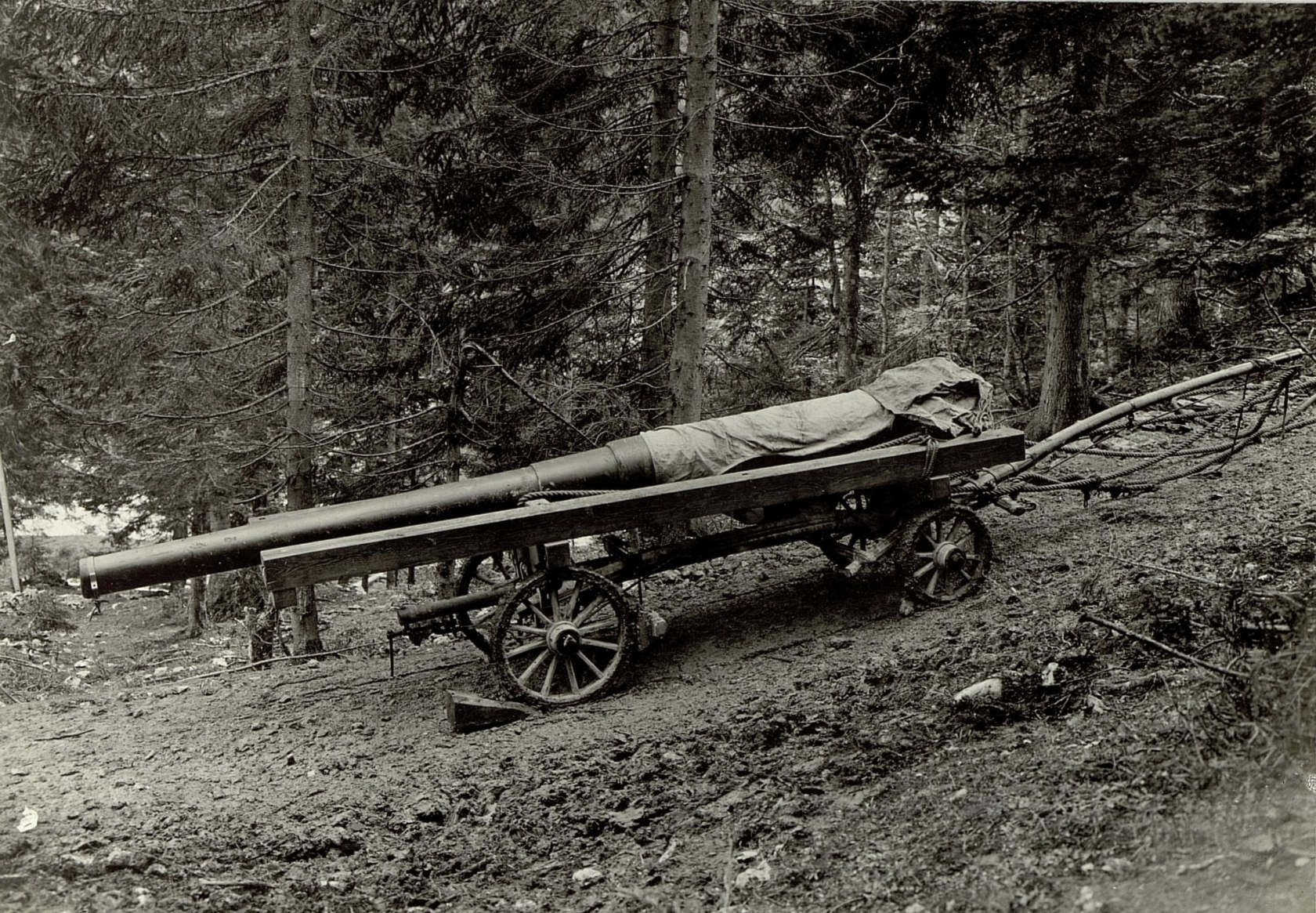
Das Geschützrohr auf einem improvisierten Rohrwagen

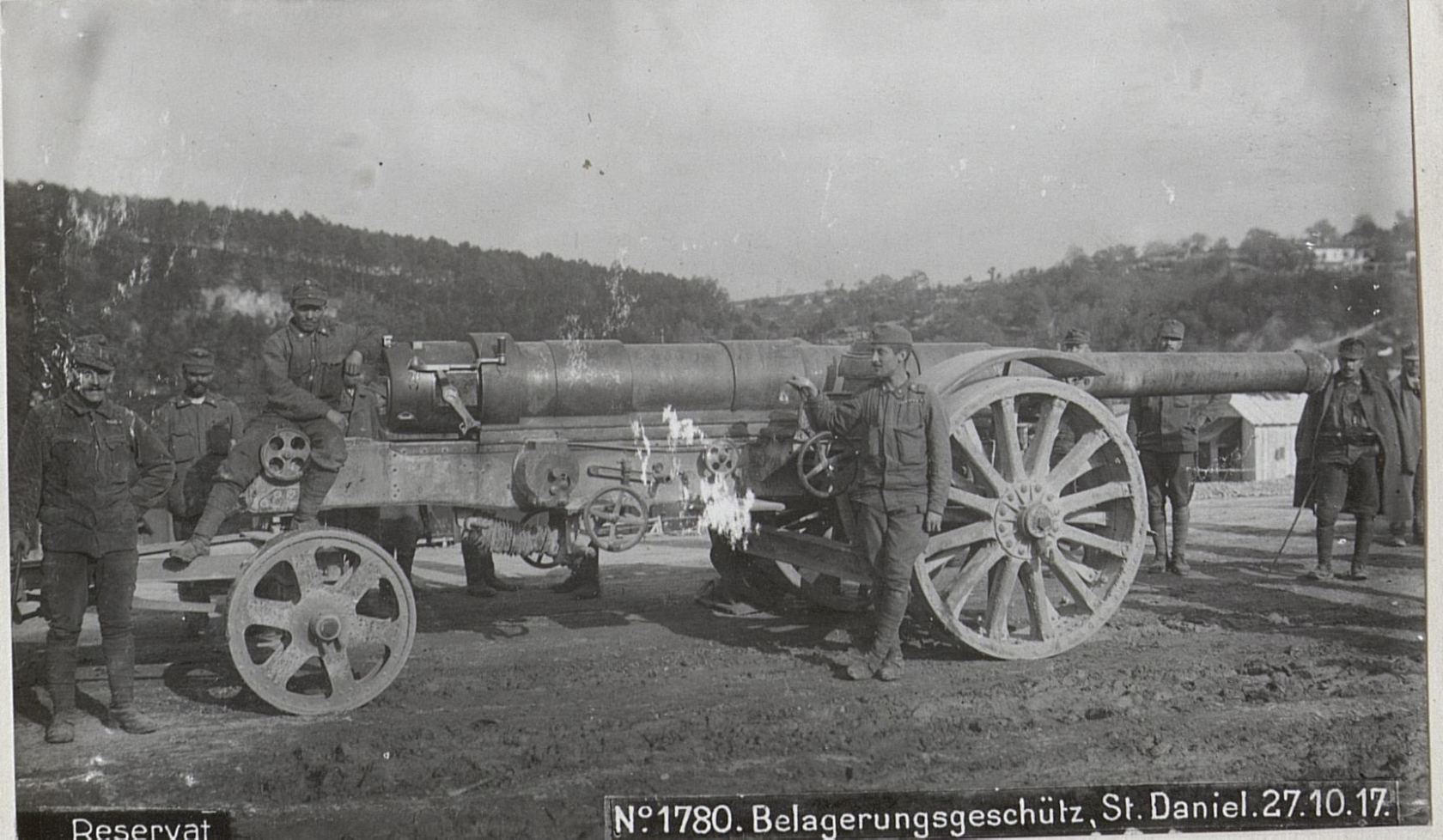
Das Geschützrohr auf einem standardisierten Rohrwagen

Das Geschützrohr war ein langes, aus Bronze gegossenes Rohr mit einer Kaliberlänge von 39. Es hatte 42 rechtsgängige Züge und Felder mit einer gleichmäßigen Aufteilung. Zusammen mit dem Rückstoßsystem und dem Verschlussblock, wog das Rohr 4,78 t. Das Rohr wurde mit einer hydropneumatischen Rückstoßbremse und einem Rekuperator zur Abführung der Wärme ausgerüstet. Nach dem Feuern glitt das Rohr selbstständig wieder in die Ausgangsposition zurück.

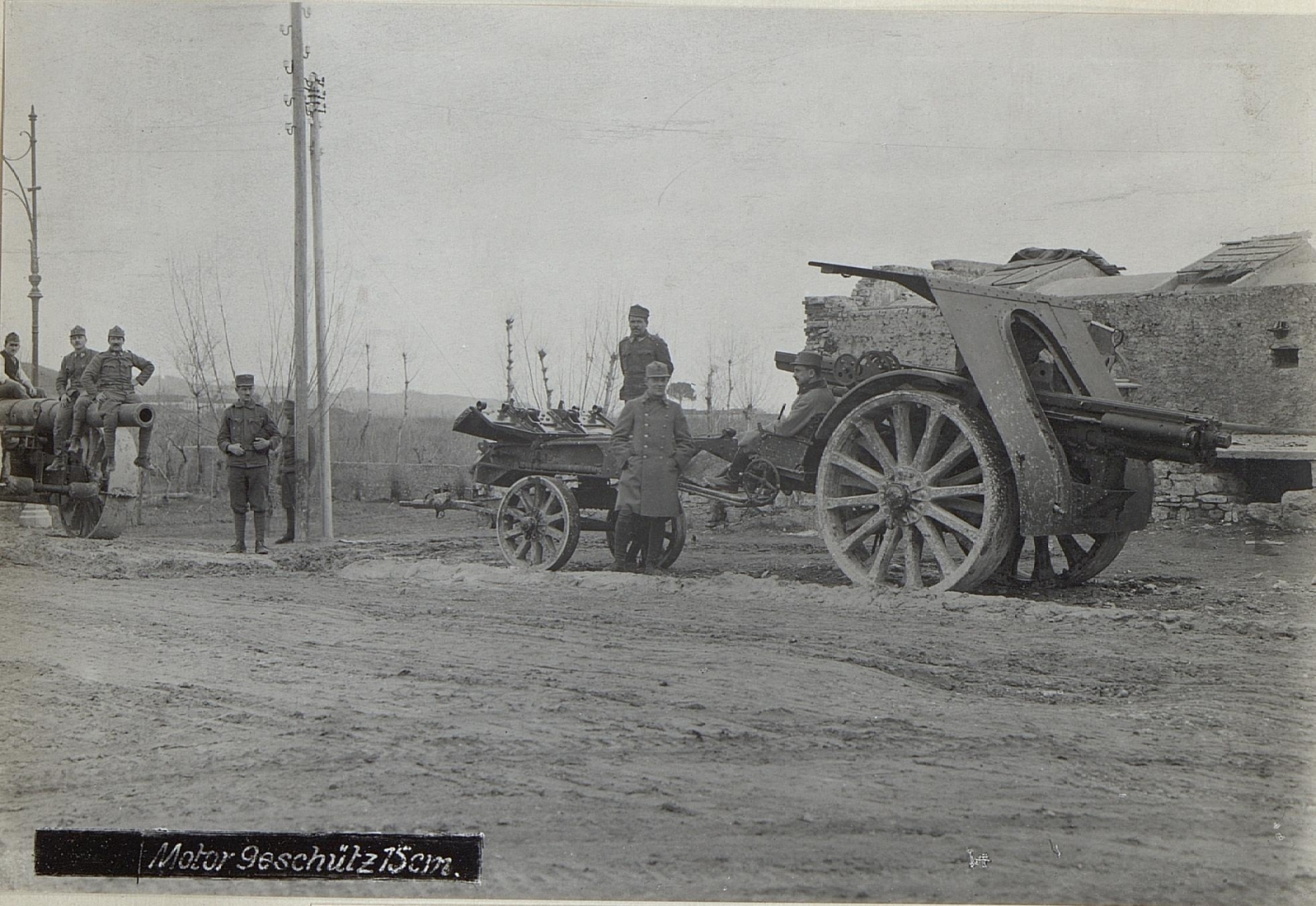
Die Lafette ohne Rohr für den Transport

Um das schwere Geschütz durch den Motorwagen M.17 ziehen zu können, wurde die Lafette und das Fahrwerk verstärkt. Weiterhin musste es in zwei große Teile zerlegt werden. Dabei wurde das Geschützrohr vom Rückstoßsystem getrennt und auf einem eigenen Anhänger, dem Rohrwagen, verlastet. Da das Geschütz häufig sehr nah an der Front eingesetzt wurde, erhielt es einen großen gepanzerten Schild, um die Mannschaft gegen den Beschuss aus Handwaffen oder Schrapnellen etwas schützen zu können.
Das Geschütz hatte einen maximalen Höhenrichtwert von 30 Winkelgrad. Noch zu Beginn der Produktion wurde einen Höhenrichtwert 45 Winkelgrad gefordert, um hoch gelegene Ziele in den Bergen bekämpfen zu können. Beide Geschützvarianten konnten um sechs Winkelgrad nach rechts und links gedreht werden. Alles darüber hinaus musste das Geschütz komplett bewegt werden.

## Munition
Die 15-cm-Autokanone M.15 und M.15/16 nutzte eine Granate mit verschiedenen Füllungen. Dies war die:
- 15-cm-Granate: aus Stahl, geladen mit Trinitrotoluol, Pikrinsäure oder Ammoniak, 56 kg

Nachdem das Geschütz von Italien aufgebohrt wurde, wurden folgende Munitionsarten verschossen:
- 15,2-cm-Granate 37: aus Stahl, geladen mit Trinitrotoluol, Pikrinsäure oder Ammoniak, 54 kg
- 15,2-cm-Granate: aus Stahl, geladen mit Trinitrotoluol, Nitropenta, Pikrinsäure-Trinitrotoluol-Gemisch oder Binitrophenol-Trinitrotoluol-Gemisch, 45,9 kg
- 15,2-cm-Splittergranate: aus Stahl, 47,7 kg

## Bezeichnungen
- 15-cm-Autokanone M.15/16 (Österreich-Ungarn, 1916–1918)
- Cannone da 152/37 (Königreich Italien, 1918–1943)
- 15-cm-těžký kanón vz. 15 (Tschechoslowakei, 1918–1938)
- 15,2-cm-Kanone 15/16 (t) (Wehrmacht, 1938–1945)
- 15,2-cm-Kanone 410 (i) (Wehrmacht, 1943–1945)

## Einsatz

### Österreich-Ungarn
Die österreich-ungarische Armee setzte das Geschütz vor allem für Stör- und Gegenfeuer ein.

### Königreich Italien
Nachdem Österreich-Ungarn am Ende des Ersten Weltkrieges kapitulierte, wurden 30 Geschütze an das Königreich Italien als Reparationszahlung übergeben. In der italienischen Armee erhielt es die Bezeichnung Cannone da 152/37. Die Geschütze wurden in den 1920er Jahren vom dall'Arsenale Regio Esercito di Napoli (kurz: AREN, deutsch: Königlichen Armeearsenal von Neapel) überholt und auf den Stand der M.15/16 gebracht. Danach gingen sie zu Vickers-Terni und wurden weiter modifiziert und verbessert. Dabei wurde die Panzerung mit moderneren Panzerplatten versehen und die es wurden neue Räder angebaut.

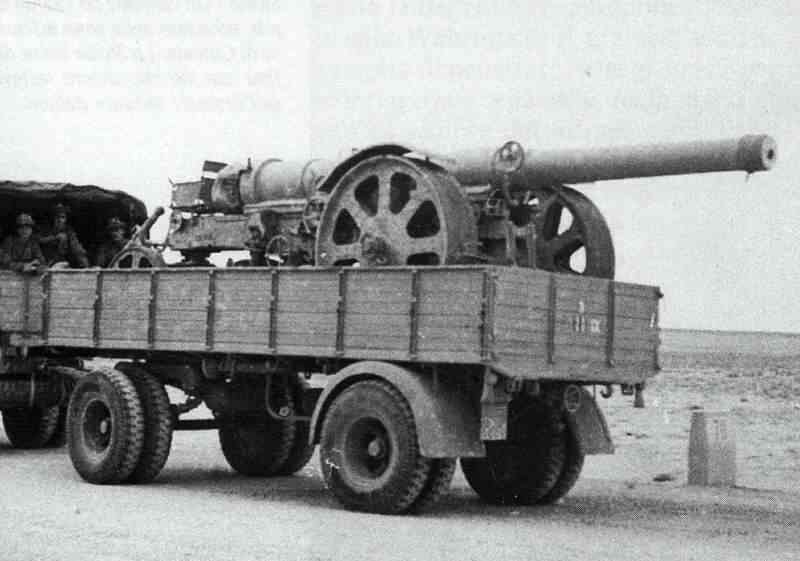
Cannone da 152/37 auf einem Viberti-Anhänger verladen

Im späteren Verlauf wurden die Schilder oftmals wieder entfernt, da die Geschütze nicht so nah an der Front eingesetzt wurden und damit der Transport etwas erleichtert wurde. Die italienische Armee nutzte für den Transport des Geschütztes die Artilleriezugmaschine Breda TP 32. Alternativ konnte auch der Lastkraftwagen Lancia 3Ro mit Anhängern von Viberti genutzt werden.
Den ersten richtigen Einsatz in der italienischen Armee erlebte das Geschütz 1936 im Spanischen Bürgerkrieg bei der Corpo Truppe Volontarie. Später wurde es im Zweiten Weltkrieg weiter eingesetzt. Im Juni 1940 hatte Italien noch alle 29 Geschütze im Einsatz, welche bei der Schlacht in den Westalpen gegen Frankreich zum Einsatz kamen. Als Italien in Griechenland und Jugoslawien einmarschierte, wurden einige Geschütze der 131. und 132. Artilleriegruppe der 1. Armee zugeteilt. Im Afrikafeldzug verfügte die 134. und 135. Artilleriegruppe der 12. Armee über die Cannone da 152/37. Bis zur Kapitulation 1943 sank die Zahl auf 17 Stück.

### Tschechoslowakei

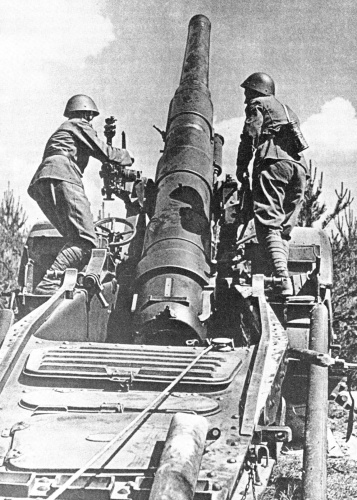
Die 15-cm-Autokanone 15 in tschechoslowakischen Dienst

Auch die tschechoslowakische Armee erhielt einige der Geschütze. Dort wurde sie unter der Bezeichnung 15 cm těžký kanón vz. 15 geführt.

### Wehrmacht
Nachdem die Wehrmacht die vollständige Besetzung der Tschechoslowakei abgeschlossen hatte, fielen ihnen einige der alten Geschütze in die Hände. Diese wurden in den Bestand übernommen und erhielten die Bezeichnung 15,2-cm-Kanone 15/16 (t). Nachdem 1943 Italien kapitulierte und die Wehrmacht einmarschierte, übernahmen sie auch dort die noch 17 verfügbaren Geschütze. Diese wurden dann in die Kennblätter fremden Geräts übernommen und erhielten die Bezeichnung 15,2 cm Kanone 410 (i). Da die Munition der italienischen Autokanonen einzigartig war, wurde das Geschütz von der Wehrmacht selten eingesetzt. Hauptsächlich war es bei der Küstenverteidigung und am Atlantikwall zu finden.
Mindestens drei Lafetten der Autokanone wurden mit der 15-cm-Schnelladekanone L/40 ausgerüstet. Dadurch entstand die 15-cm-Schnelladekanone L/40 iKRL (t) (iKRL = in Küstengeschütz-Räderlafette).

## Verbleib
Ein erhaltenes Geschütz befindet sich heute im Muzeul Militar Național „Regele Ferdinand I“ in Bukarest.